# Cheumatopsyche pitella
Cheumatopsyche pitella là một loài Trichoptera trong họ Hydropsychidae. Chúng phân bố ở miền Tân bắc.